# 존 밀링턴 싱

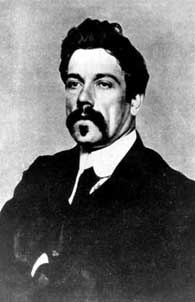
존 밀링턴 싱

존 밀링턴 싱(John Millington Synge, 1871년-1909년)은 아일랜드의 극작가이다.

## 생애
더블린 교외에서 태어났다. 더블린의 트리니티 칼리지를 졸업한 후 음악을 공부하러 독일에 갔으며, 다시 파리로 간 뒤 문학비평을 쓰면서 몇 해를 보내다 파리에서 예이츠를 만났다. 싱의 재능을 알아차린 예이츠는 그에게 아란섬(Aran Island)으로 갈 것을 권했다. 그 충고를 따라 아일랜드에 돌아와 아란섬 사람들의 생활과 언어를 낱낱이 관찰했다. 이 기록은 후에 <아란섬>(1907년)이라 하여 출판되었다. 싱의 극작은 짧은 일생의 마지막 6년동안에 집약되고 있다. 최초의 <계곡의 그늘>(1903년)은 1막물의 희극, 다음의 <바다로 달려 가는 사람들>(1904년)은 단순한 구성 가운데 섬사람의 비참한 생활을 묘사했던 근대 1막물로서 걸작의 하나이다. 1904년, 싱은 예이츠나 그레고리 부인 등과 함께 더블린의 애비 극장(Abbey Theatre)의 운영위원이 되었다. 희극 <성자(聖子)의 샘>(1905년) 및 <서부의 플레이보이>(1907년)는 모두 여기에서 상연되었다. 그러나 후자는 아일랜드 국민성에 대한 신랄한 풍자로 인하여 상연에 즈음해서 관객의 폭동을 당하였다. 다음의 <땜장이의 혼례(婚禮)>는 1908년에 출판되었으나, 폭동을 우려하여 상연되지 않았다.